# June Carter Cash
Valerie June Carter Cash (ur. 23 czerwca 1929, zm. 15 maja 2003) – amerykańska piosenkarka i kompozytorka country, druga żona Johnny’ego Casha.

## Życiorys
Zaczęła występować na scenie w wieku 10 lat z rodzinnym zespołem Carter Family. Od 1943 występowała w programie radiowym śpiewając piosenki country i opowiadając dowcipy. Wraz z rodziną jeździła po Ameryce, dając wiele koncertów. W 1950 wraz z rodziną przeniosła się do Nashville, gdzie występowała i nagrywała między innymi z Chetem Atkinsem i poznała Hanka Williamsa i Elvisa Presleya. Śpiewała wraz z rodziną śmieszne piosenki pisane przez jej matkę – Maybelle Carter.
W 1952 wzięła ślub z piosenkarzem Carlem Smithem, ale ich małżeństwo przetrwało tylko do 1956. Nagrali razem piosenki takie jak Time’s a wastin i Love oh crazy love. W 1957 powtórnie wyszła za mąż, tym razem za policjanta Edwina „Rip” Nixa, z którym rozwiodła się w 1966 po 9 latach małżeństwa. Trzy lata później poślubiła Johnny’ego Casha, którego poznała 12 lat wcześniej. Cash poprosił ją o rękę na scenie, podczas koncertu w Kanadzie. June i Johnny pozostali małżeństwem aż do jej śmierci w 2003.
Była autorką jednego z największych przebojów Johnny’ego Casha Ring of Fire, w którym opisała, w jaki sposób zakochała się w swoim przyszłym mężu.
W latach 50. zyskała znaczną popularność śpiewając lekkie i pogodne piosenki country. W 1999 wygrała nagrodę Grammy za album Press On, jej ostatni album Wildwood Flower ukazał się w 2003, już po jej śmierci, i został nagrodzony 2 nagrodami Grammy.
W biograficznym filmie Spacer po linie w jej postać wcieliła się Reese Witherspoon. Zarówno Witherspoon, jak i grający Casha Joaquin Phoenix zostali wybrani osobiście przez June i Johnny’ego do zagrania w tym filmie.
June Carter Cash zmarła 15 maja 2003 roku w Nashville wskutek komplikacji po przebytej operacji serca. Miała 73 lata.

## Dyskografia

### Solo
- 1975 Appalachian Pride
- 1999 Press On
- 1999 It’s All In The Family (Appalachian Pride & The Childrens Album)
- 2003 Wildwood Flower (Album)
- 2003 The Making Of Wildwood Flower
- 2003 Louisiana Hayride (Issuing of Previously Recorded Material)
- 2005 Keep On The Sunny Side: June Carter Cash - Her Life In Music
- 2005 Church In The Wildwood: A Treasury Of Appalachian Gospel
- 2005 Ring Of Fire: The Best Of June Carter Cash
- 2006 Early June

### Albumy nagrane z Johnnym Cashem
- 1967 Carryin’ On With Johnny Cash And June Carter
- 1973 Johnny Cash And His Woman
- 1979 Johnny And June
- 1999 It’s All In The Family (Appalachian Pride & The Childrens Album)
- 2006 Duets
- 2006 Collections